# François Huet (philosophe)
Pour les articles homonymes, voir François Huet et Huet.
François Huet est un philosophe français, né à Villeau (canton de Voves, Eure-et-Loir) le 26 décembre 1814 et mort à Paris le 1er juillet 1869. Il fut professeur de philosophie à l'université de Gand (Belgique) de 1835 à 1850. Son œuvre se situe à la fois dans la tradition sociale du christianisme et dans celle du socialisme utopique. Le philosophe Serge Audier le considère comme « le grand précurseur oublié » du socialisme libéral.

## Biographie
Né d'un père cultivateur, François Huet grandit dans un milieu modeste. Alors qu'il est âgé de 10 ans, sa famille quitte la Beauce pour s'installer à Paris. Il suit les cours d'un petit séminaire, puis intègre gratuitement le collège Stanislas, où il remporte le prix d'honneur de rhétorique en 1833 puis le prix d'honneur de philosophie en 1834. Tout en suivant ses études, il donne des cours pour sauver sa famille de la misère. Une fois bachelier, il refuse un poste de journaliste pour devenir répétiteur d'histoire au collège Rollin. En 1835, il est nommé professeur extraordinaire à l'université de Gand, avec dispense du titre de docteur (qui lui est conféré en 1838 par la faculté des lettres de Paris).
Durant quinze ans, il enseigne la philosophie à Gand, avec un zèle et un souci d'innovation intellectuelle qui lui valent à l'époque un grand prestige. Ne se contentant pas de dispenser ses cours, il réunit autour de lui un groupe d'étudiants pour discuter avec eux des « questions sociales », soit des grands sujets de morale et de droit qui se posent à l'époque. Le 13 juin 1846, le groupe des jeunes disciples de Huet, qui compte de futures personnalités politiques importantes de Belgique, se constitue officiellement sous le nom de Société Huet, formant la première association étudiante reconnue en tant que telle à l'université de Gand.
Les idées politiques de Huet, qui se situent dans la lignée d'un socialisme chrétien soucieux de liberté et de justice sociale, suscitent la suspicion dans les milieux universitaires belges, où divers bruits courent sur les activités de la Société Huet. En 1848, Huet et plusieurs de ses étudiants adhèrent à une souscription lancée par un journal gantois en faveur des victimes de la révolution française de février. En outre, divers membres de la Société Huet collaborent à une publication flamande, connue pour ses idées avancées. Le gouverneur de la province de Flandre-Orientale écrit au ministère de l'Intérieur, dénonçant Huet comme un « agent actif de propagande républicaine » qui a fait de sa maison un lieu de réunion de « rêveurs républicains ». Les détracteurs gantois de Huet s'adressent quant à eux directement au Roi Léopold Ier, qui demande à son ministre de l'Intérieur que soit mis un terme au « foyer d'idées destructives dirigé par un étranger ambitieux, probablement agent d'une certaine coterie ». Des journaux s'en prennent à l'enseignement de Huet jugé contraire à la morale publique, ainsi qu'à ses idées socialistes pourtant modérées et éloignées de tout souhait de révolution violente. Affecté à la fois par des problèmes de santé et par la campagne dirigée contre son enseignement, François Huet finit par demander, en avril 1850, sa mise à la retraite pour raisons de santé, sollicitant en outre un congé d'un an avant de prendre sa retraite définitive. Mais, le 3 septembre, un arrêté royal le déclare émérite et le met directement à la retraite, avec une très modeste pension. Ses élèves, ayant appris dès juillet la mise à la retraite de leur professeur, organisent une manifestation en son honneur en lui remettant une médaille d'or marquée de ces mots « A François Huet, ses élèves reconnaissants - Science, Loyauté, Vertu ».
Après son départ de Gand, François Huet s'installe à Paris, où il se consacre entièrement à son œuvre philosophique. Ses principaux ouvrages sont rédigés entre 1850 et 1869. Pour vivre, il donne également des cours particuliers. En 1863, il se voit confier l'éducation du prince Milan Ier, fils de Michel Obrenović III de Serbie. Lorsque le jeune Milan succède à son père en 1868, Huet suit le prince à Belgrade. Le séjour du philosophe en Serbie est cependant écourté par sa mauvaise santé. Revenu à Paris pour y être opéré de la lithotripsie, il meurt le 1er juillet 1869 d'une fluxion de poitrine consécutive à l'opération. Conformément à l'évolution de ses convictions, il est enterré civilement.

## Pensée
La pensée de François Huet, d'inspiration à la fois socialiste et républicaine, s'exprime notamment dans son principal ouvrage Le Règne social du christianisme, paru en 1852, et qui ambitionne de réconcilier christianisme et socialisme : pour Huet, les idées de 1789 - Liberté, Égalité, Fraternité - sont, ainsi que le socialisme, directement issues de l'Évangile. Il convient donc à ses yeux de revenir au christianisme des origines, ce qui requiert la séparation des Églises et de l'État. La conception de l'État par François Huet s'oppose à la fois à celles de l'anarchisme, du communisme - pris dans son sens originel de société sans propriété privée - et du libéralisme économique. Pour lui, le « vrai » socialisme doit à la fois éviter l'individualisme, qui nie la solidarité, et le communisme, qui nie l'individu. Huet préconise un socialisme conciliant la « communauté et la propriété, la solidarité et la liberté », selon le précepte évangélique « Aime ton prochain comme toi-même » : il s'agit là d'une alliance entre le socialisme et le libéralisme, celui-ci étant entendu au sens de règne du libre arbitre. Pour François Huet, « le socialisme ne commence qu'avec l'amour de la liberté, avec le libéralisme (...) Tout socialiste éclairé s'honore du nom de libéral ; tout libéral sincère est socialiste ». Mais il s'agirait là d'une « liberté sincère » s'opposant à l'anarchisme, et qui serait « amie de l'ordre », refusant également l'« atomisme social », soit le « faux libéralisme » individualiste et ennemi de la solidarité. Socialement, Huet préconise une indemnisation des citoyens contre les malheurs de la vie, la règle de droit se définissant par « à chacun selon l'étendue de son malheur involontaire », ainsi qu'une réforme du droit à l'héritage qui garantirait à chacun le patrimoine nécessaire pour entrer dans la vie en bénéficiant d'une réelle égalité des chances. Le droit au patrimoine pour tous, associé à la liberté du travail et à la faculté de concurrence, l'abolition du travail salarié permettant à chacun d'être non plus soumis à un patron mais à la fois capitaliste et travailleur, garantiront selon les théories de Huet la prospérité « la victoire de l'esprit sur les besoins ».

## Postérité
François Huet, personnage charismatique, exerce de son vivant un fort rayonnement sur ses étudiants belges et joue un rôle dans la diffusion des idées socialistes en Belgique. Les membres de la Société Huet, parmi lesquels Émile de Laveleye, futur théoricien socialiste belge de premier plan, sont actifs à l'époque dans le développement de la presse démocratique en Belgique. À plus long terme, la Société Huet joue un rôle dans l'aile radicale du Parti libéral belge, qui se manifeste par son anticléricalisme et son progressisme.
Un prix à son nom est décerné chaque année par Les Villages Vovéens (Eure-et-Loir) aux deux meilleurs élèves de troisième du collège Gaston-Couté, sur proposition du principal.

## Œuvres
- Éléments de philosophie pure et appliquée, 1848 ;
- Cours de philosophie, anthropologie et logique, 1850 ;
- Le Règne social du christianisme, 1852 ;
- Essais sur la réforme catholique, coécrit avec Jean Baptiste Bordas-Demoulin, 1856 ;
- La Science de l'esprit, 1864 ;
- La révolution philosophique au dix-neuvième siècle : fragments posthumes, 1871.

## Pour approfondir